# Tanahunsur
Tanahunsur (nep. तनहुँसुर) – gaun wikas samiti w zachodniej części Nepalu w strefie Gandaki w dystrykcie Tanahu. Według nepalskiego spisu powszechnego z 2001 roku liczył on 712 gospodarstw domowych i 3262 mieszkańców (1818 kobiet i 1444 mężczyzn).